# ハーディン郡 (ケンタッキー州)
ハーディン郡（英: Hardin County）は、アメリカ合衆国ケンタッキー州の中央部に位置する郡である。人口は11万0702人（2020年）。郡庁所在地はエリザベスタウンであり、同郡で人口最大の都市である。
ハーディン郡はエリザベスタウン大都市圏に属している。またルイビル・エリザベスタウン・スコッツバーグ広域都市圏にも属している。郡名はアメリカ独立戦争の時に大陸軍の士官だったジョン・ハーディンに因んで名付けられた。第16代アメリカ合衆国大統領エイブラハム・リンカーンは、当時ハーディン郡のホジェンビル、現在は分割して隣接するラルー郡で生まれた。

## 地理
アメリカ合衆国国勢調査局に拠れば、郡域全面積は630.14平方マイル (1,632.1 km2)であり、このうち陸地623.28平方マイル (1,614.3 km2)、水域は6.86平方マイル (17.8 km2)で水域率は1.09%である。

### 隣接する郡
- ジェファーソン郡（ルイビル市）、ブリット郡 - 北東
- ネルソン郡 - 東
- ラルー郡 - 南東
- ハート郡 - 南
- グレイソン郡 - 南西
- ブレッキンリッジ郡 - 西
- ミード郡 - 北西
- ハリソン郡 (インディアナ州) - 北、一点のみ

## 人口動態
以下は2010年国勢調査による人口統計データである。
| 基礎データ - 人口: 105,543人 - 世帯数: 39,853 世帯 - 家族数: 28,288 家族 - 人口密度: 65人/km2（168人/mi2） - 住居数: 43,261軒 - 住居密度: 27軒/km2（69軒/mi2） 人種別人口構成 - 白人: 80.5% - アフリカン・アメリカン: 11.6% - ネイティブ・アメリカン: 0.5% - アジア人: 2.0% - 太平洋諸島系: 0.2% - その他の人種: 1.5% - 混血: 3.5% - ヒスパニック・ラテン系: 5.0% 年齢別人口構成 - 18歳未満: 25.97% - 18-24歳: 9.93% - 25-44歳: 27.50% - 45-64歳: 25.60% - 65歳以上: 11.00% - 年齢の中央値: 35歳 - 性比（女性100人あたり男性の人口） - 総人口: 100.4 - 18歳以上: 102.5 | 世帯と家族（対世帯数） - 18歳未満の子供がいる: 37.2% - 結婚・同居している夫婦: 53.3% - 未婚・離婚・死別女性が世帯主: 12.9% - 非家族世帯: 29.0% - 単身世帯: 24.5% - 65歳以上の老人1人暮らし: 8.0% - 平均構成人数 - 世帯: 2.57人 - 家族: 3.04人 収入と家計 - 収入の中央値 - 世帯: 43,421米ドル - 家族: 55,151米ドル - 性別 - 男性: 30,743米ドル（2000年データ） - 女性: 23,688米ドル（2000年データ） - 人口1人あたり収入: 23,744米ドル - 貧困線以下 - 対人口: 10.0% - 対家族数: 8.2% - 18歳未満: 13.5% - 65歳以上: 8.6% |

## 都市と町

### 都市
| - エリザベスタウン - 郡庁所在地 - ラドクリフ - ソノラ - バイングローブ | - ウェストポイント - アプトン - 一部はラルー郡内 - マルドロー - 大半はミード郡内 |

### 国勢調査指定地域
注: 国勢調査指定地域は未編入の町である
- フォートノックス - 軍事基地（一部はミード郡とブリット郡）

### 未編入の町
| - ビッグスプリング - ブルーボール - セシリア - コールズバーグ - ディーバーホロー - イーストビュー - グレンデール | - ハーコート - ハウェルスプリング - ハーディンスプリングス - ハウバレー - ミルクリーク - ニューフルート - ノーリン | - クエーカーバレー - レッドミルズ - ライニービル - セントジョン - スターミルズ - スティーブンズバーグ - サミット | - ティップトップ - タンネルヒル - バートリーズ - ホワイトミルズ - ヤンガーズクリーク |

## 経済
ハーディン郡の経済は隣接するフォートノックス軍事施設に大きく依存している。

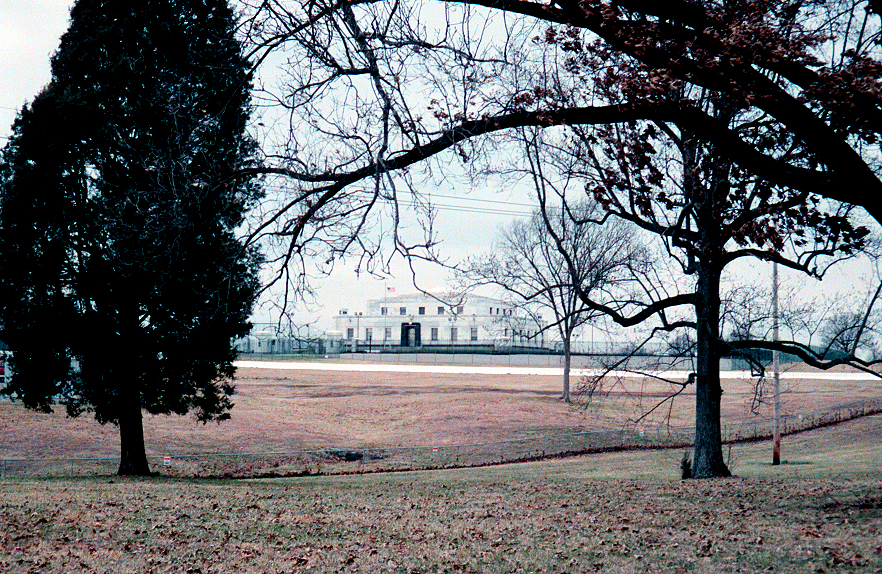
フォートノックスのアメリカ合衆国金地金貯蔵所

陸軍人的資源センターは、フォートノックス最大の建設計画であり、2007年11月に始まった。1億8,500万ドルをかけ、3階建て、床面積88万平方フィート (82,000 m2) の複合施設であり、104エーカー (416.000 m2) の土地に建てられている。2,100人に及ぶ新しい恒久的人材、情報技術、管理ホワイトカラー専門家がそこで働くことになる。
フォートノックスの再整備によって兵士、文民雇員の家族まで含めると12,000人になるというのが公式の予測である。
フォートノックスと周辺地域には2011年末までに、連邦政府と州の建設予算約10億ドルが掛けられた。
ケンタッキー州知事スティーブ・ベシアは、フォートノックスの再整備のためにハーディン郡と周辺郡を援助するタスクフォースの創設を宣言した。交通、経済開発、教育、上下水道、および地域広域計画のような地域の「具体的需要に合うように設計」することになる。
ハーディン郡はケンタッキー州アルコール飲料統制省によって、「モイスト郡」にも「制限付きドライ郡」にも分類されている。その定義に拠れば、「モイスト郡」は少なくとも1つの都市が住民投票で消費のためにアルコール飲料の販売を認めているドライ郡である。「制限付き」という言葉は、少なくとも郡内の1つの都市が住民投票で資格づけされたレストランでアルコール飲料の販売を認めていることを意味している。ハーディン郡の場合、2011年10月の住民投票でエリザベスタウン、ラドクリフ、バイングローブ各市が販売を認めた。ウェストポイント市は50席以上があるレストランで、売り上げの70%以上が料理（非アルコール飲料を含む）による場合に、飲料としてアルコール飲料の販売を住民投票で認めた。

## 郡政府
ハーディン郡の郡政府は、6つの法人化都市と共に郡政委員会を構成している。エリザベスタウンが郡庁所在地である。2010年、ハーディン郡長のハリー・ベリーが率いる郡政府は、郡統合政府の利点を探るために、「ハーディン郡ビジョンプロジェクト」と題する調査を発注した。地域の発展とフォートノックスの再整備から予測される変化がこの調査の動機になった。ボランティア主導の組織であるハーディン郡ユナイテッドが、このプロジェクトの知見を検討し、郡の将来政府のために推奨計画を展開するために設立された。

## 教育

### 公共教育学区
郡内には公共事業を管轄する3つの教育学区がある。
- ハーディン郡教育学区[8]は、エリザベスタウン、フォートノックス、ウェストポイント以外の郡内大半で、幼稚園生から12年生までの教育を担当している。小学校7校、中学校5校、高校3校が含まれている。
- エリザベスタウン独立教育学区[9]は、エリザベスタウン市大半の児童生徒の教育を担当している。しかし、一部地域はハーディン郡教育学区が担当している。小学校3校、中学校1校、高校1校が含まれている。
- ウェストポイント独立教育学区[10]は、ウェストポイントを担当する幼稚園生から8年生までの学区である。フォートノックスによってハーディン郡の他地域から分けられている。9年生から12年生の教育については、エリザベスタウン独立教育学区と契約し、エリザベスタウン高校に通わせている。

### 私立学校
郡内に5つの私立学校がある。すなわちセントジェイムズ学校、グロリア・デイ・ルーテル学校、エリザベスタウン・クリスチャン・アカデミー、ノース・ハーディン・クリスチャン学校、ハーディン・クリスチャン・アカデミーである。
国防省教育活動部がその国内依存初等中等学校機関を通じて、軍人教育のためにフォートノックス基地で8つの学校を運営している。小学校5校、中間学校2校（4年生から6年生）、中学校1校（7年生と8年生）、高校1校がある。
フォートノックス高校の1,600万ドルを掛けた2階建て最新技術の施設が、既存職業訓練学校と現存体育館を統合し、新キャンパスは2008年に完成した。8月7日に開校した。元の高校に残っていた部分の大半は既に解体された。

### 高等教育機関
エリザベスタウンにはケンタッキー州コミュニティ工科カレッジ・システムの構成校であるエリザベスタウンコミュニティ工科カレッジがある。